# Α,4-二甲基色胺
Α,4-二甲基色胺（缩写4,α-DMT，或4-methyl-α-ethyltryptamine，缩写4-Me-αMT），分子式C12H16N2，是一种色胺衍生物，1960年代早期作为一种抗抑郁药开发出来，代号MP-809，但从未上市。